# Mount Panorama Circuit
Mount Panorama Circuit, Motor Racing Circuit Bahturst (lub po prostu Bathurst) – tor wyścigowy znajdujący się w mieście Bathurst w stanie Nowa Południowa Walia w Australii.
Co roku odbywają się tutaj dwa długodystansowe wyścigi: Bathurst 1000 i Bathurst 12h, oraz wiele innych pomniejszych australijskich serii wyścigowych.
Tor ma 6,213 km długości, jest bardzo stromy i jest połączony z publicznymi drogami. Kiedy nie odbywają się tutaj wyścigi, pętla toru jest otwarta dla publicznego transportu.
W przeszłości odbywały się na tym torze wyścigi różnych serii. Od wyścigów samochodowych po motocyklowe. Jednak zaostrzenie standardów bezpieczeństwa sprawiło, że odbywają się tu tylko wyścigi samochodowe.
4 października 1992 podczas wyścigu Bathurst 1000, nowozelandzki mistrz świata Formuły 1 Denny Hulme doznał ataku serca. Zmarł w drodze do szpitala.